# Stevie (film)
Pour les articles homonymes, voir Stevie.
Pour plus de détails, voir Fiche technique et Distribution.
Stevie est un film britannique réalisé par Robert Enders, sorti en 1978.

## Fiche technique
- Titre original : Stevie
- Réalisation : Robert Enders
- Scénario : Hugh Whitemore  (play, screenplay)
- Direction artistique : Robert Jones
- Costumes : John Gunter
- Photographie : Freddie Young
- Montage : Peter Tanner
- Musique : Patrick Gowers
- Production : Robert Enders
- Société(s) de production : Bowden Productions Limited, First Artists, Grand Metropolitan
- Société(s) de distribution :  Enterprise
- Pays d'origine : Royaume-Uni
- Année : 1978
- Langue originale : anglais
- Format : couleur (Technicolor) – 35 mm – mono
- Genre : drame, biographie
- Durée : 102 minutes
- Dates de sortie : 
  -  États-Unis : septembre 1978

## Distribution
- Glenda Jackson : Stevie Smith
- Mona Washbourne : Aunt
- Alec McCowen : Freddy
- Trevor Howard : The Man
- Emma Louise Fox : Stevie as a Child

## Distinctions

### Récompenses
- Los Angeles Film Critics Association 1978 :
  - "Meilleure actrice dans un second rôle" pour Mona Washbourne (ex aequo avec Maureen Stapleton pour Intérieurs)
- Boston Society of Film Critics 1982 :
  - "Meilleure actrice dans un second rôle" pour Mona Washbourne

### Nominations
- BAFTA 1979 :
  - Meilleure actrice dans un second rôle pour Mona Washbourne
- Golden Globes 1979 :
  - Meilleure actrice dans un film dramatique pour Glenda Jackson
  - Meilleure actrice dans un second rôle pour Mona Washbourne